# Georges-Louis de Solms-Rödelheim
Georges-Louis de Solms-Rödelheim (28 septembre 1664-5 décembre 1716) est comte de Solms-Rödelheim.
Il est le fils aîné du comte Jean-Auguste de Solms-Rödelheim et Asenheim (bg) (1623-1680) et de son épouse la comtesse Éléonore-Barbara-Marie Cratz von Scharfenstein (1629 - 1680), fille du comte Jean-Philippe Cratz von Scharfenstein (décédé en 1635) et de son épouse d'Eleanor Anna-Élisabeth Colonna von Völs (morte en 1669).
Georges-Louis devient comte de Solms-Rödelheim-Rödelheim. Son jeune frère Louis-Henri (bg) (1667-1728) devient comte de Solms-Asenheim (1699) et Rödelheim (1722).

## Famille
Georges-Louis épouse le 12 janvier 1696 à Hambourg la comtesse Charlotte-Sibylle d'Ahlefeld (née en 1672 et morte le 17 février 1726 à Francfort), fille du comte Frédéric d'Ahlefeld (de) (mort en 1686) et de sa seconde épouse la comtesse Marie-Élisabeth de Leiningen-Dagsbourg-Hartenbourg (morte en 1724). Ils ont des enfants ,,:
- Frédéric-Auguste-Charles (1696-1716)
- Marie-Sophie Wilhelmine (1698-1766)
- Louise-Charlotte-Ernestine (1700-1703)
- Catherine-Polyxène de Solms-Rödelheim de Solms (1702-1765)
- Lothaire-Guillaume-Ernest de Solms-Rödelheim de Solms, comte de Solms-Rödelheim (1703-1722)